# Diego Montiel
Diego Nicolas Montiel, född 26 april 1995, är en svensk/uruguayansk fotbollsspelare som spelar för Varbergs BoIS.

## Klubbkarriär
Montiels moderklubb är IK Franke. Därefter gick han till Västerås SK. Den 7 juli 2012 debuterade Montiel i A-laget i en 3–2-förlust mot Östersunds FK. Inför säsongen 2013 gick han till IF Brommapojkarna. Det blev endast spel i juniorlaget i Brommapojkarna och i augusti 2014 återvände han till Västerås SK.
I december 2014 värvades Montiel av Dalkurd FF. Klubben blev under hans första säsong uppflyttade till Superettan. Den 3 april 2016 gjorde han Dalkurds första mål i Superettan någonsin, i en 2–1-förlust mot Assyriska FF.
I november 2016 värvades Montiel av IK Sirius, där han skrev på ett treårskontrakt. I juli 2017 lånades Montiel ut till Superettan-klubben Gefle IF för resten av säsongen. Under hösten fick han fullt förtroende i klubben och gjorde totalt 14 matcher från start innan lånet avslutades efter säsongens slut.
Den 5 december 2017 presenterades Montiel som nyförvärv av Örgryte IS och kontraktet skrevs på 1+1 år. Året 2018 blev ett lyckat år för Diego Montiel i Örgryte IS. På 28 matcher blev det, 13 mål och 14 assist och totalt 27 poäng. Med det blev han bäste poänggörare i Superettan. På Superettan-galan blev Diego Montiel utsedd till årets spelare i Superettan. Diego Montiel hade valt att inte utnyttja sin option på sitt kontrakt. Efter lång tids väntande bestämde sig Diego Montiel den 6 december 2018 att inte skriva på ett nytt kontrakt med Örgryte IS.
Den 27 december 2018 skrev Diego Montiel på ett kontrakt med Beerschot Wilrijk, som sträcker sig över säsongen 2020/2021 med en option på ytterligare 2 år. Montiel debuterade den 12 januari 2019 i en 2–1-vinst över KSV Roeselare, där han blev inbytt i den 85:e minuten mot Tom Van Hyfte.
Den 15 juli 2019 skrev Montiel på ett tvåårskontrakt med danska Vejle BK på en fri transfer. Han återförenades i klubben med sin tidigare tränare från Dalkurd FF, Johan Sandahl, som var assisterande tränare i Vejle BK. I juli 2021 värvades Montiel av Vendsyssel FF, där han skrev på ett tvåårskontrakt.
I januari 2024 värvades Montiel av Superettan-klubben Varbergs BoIS.

## Landslagskarriär
Montiel debuterade för Sveriges U17-landslag den 19 juli 2012 i en 2–0-förlust mot Island. Två dagar senare spelade han sin andra landskamp, en 3–0-vinst över Rumänien.